# Betty Brosmer
Betty Brosmer (Pasadena, California, 6 de agosto de 1929) más tarde conocida por su nombre de casada Betty Weider, es una culturista y modelo pin-up estadounidense, considerada como un sex-symbol de su época, así como la primera supermodelo de la historia que alcanzó la fama durante los años 1950.
Después de casarse con el empresario Joe Weider en 1961, comenzó una larga carrera como portavoz y entrenadora en los movimientos de salud y culturismo. Ha sido columnista de una revista desde hace mucho tiempo y es coautora de varios libros sobre acondicionamiento físico y ejercicio físico.

## Primeros años
Betty Brosmer nació en Pasadena, California, el 2 de agosto de 1935, hija de Andy y Vendla Brosmer. Su primer nombre a veces ha sido reportado como Elizabeth, pero ella ha declarado en varias ocasiones que la afirmación es falsa.
Vivió su primera infancia en Carmel, pero luego, a partir de los diez años, creció en Los Ángeles. Naturalmente pequeña y ligera de estructura, Brosmer se embarcó en un régimen personal de culturismo y entrenamiento con pesas antes de ser una adolescente. Criada como fanática de los deportes por su padre, se destacó en el atletismo juvenil y fue "algo así como una marimacho".
Una foto de Brosmer apareció en el catálogo de Sears & Roebuck cuando tenía 13 años. Al año siguiente visitó la ciudad de Nueva York con su tía y posó para fotos con un estudio fotográfico profesional; Una de sus fotos fue vendida a Emerson Televisions para su uso en publicidad comercial, y se convirtió en una pieza promocional ampliamente utilizada, impresa en revistas nacionales durante varios años a partir de entonces.

## Carrera como modelo
Brosmer regresó a Los Ángeles y pronto se le pidió que posara para dos de los artistas de pin-up más famosos de la época, Alberto Vargas y Earl Moran.  Alentada, su tía la llevó de regreso a la ciudad de Nueva York nuevamente en 1950, y esta vez se instalaron. Brosmer construyó su cartera fotográfica mientras asistía a la George Washington High School en Manhattan.  A pesar de su edad, en los siguientes cuatro años, Brosmer encontró trabajo frecuente como modelo comercial, y adornaba las portadas de muchas de las revistas "pulp" ubicuas de la posguerra: revistas y libros populares sobre romance y crimen. Como explicó, "cuando tenía 15 años, me maquillaron para que pareciera que tenía unos 25".
Algunos de sus trabajos fotográficos más famosos durante este período incluyen apariciones de glamour en Picture Show (diciembre de 1950, portada); People Today (julio de 1954, centro extendido); Photo (enero de 1955); y Modern Man (febrero de 1955; mayo de 1955). También fue empleada como modelo de moda, y en 1954 posó para Christian Dior.
Brosmer ganó numerosos concursos de belleza en el área de Nueva York a principios de la década de 1950, la más famosa "Miss Televisión"; como tal, apareció en TV Guide, así como en los programas ampliamente de audiencias elevadas de Steve Allen, Milton Berle, Jackie Gleason y otros. Su fama había crecido tanto a la edad de dieciocho años que cuando dejó Nueva York y regresó a California, esta vez a Hollywood, su partida se observó en la columna de celebridades de Walter Winchell.
De vuelta en la costa oeste, Brosmer mantuvo una ocupada carga de trabajo independiente en moda y modelaje comercial, al mismo tiempo que continuó su educación, especializándose en psicología en UCLA. También celebró un lucrativo contrato con el glamoroso fotógrafo Keith Bernard, y trabajó constantemente con él durante el resto de la década. Para Bernard, un fotógrafo bien establecido que había trabajado con Marilyn Monroe y Jayne Mansfield, Brosmer demostraría ser la modelo pin-up más vendido de su carrera. El trabajo de publicación de Brosmer a fines de la década de 1950 incluye apariciones en Modern Man (octubre de 1956, portada); Photoplay (abril de 1958, portada); y Rogue (julio de 1958 y febrero de 1959, portadas). Durante este tiempo, se dijo que Brosmer era la modelo pin-up mejor pagada en los Estados Unidos fue vista en "prácticamente todas las revistas para hombres de la época".
La revista Playboy persiguió a Brosmer para una sesión fotográfica exclusiva, y se estableció una sesión de fotos en Beverly Hills. Sin embargo, el conjunto de imágenes resultante fue rechazado después de que Brosmer se negase a hacer una pose desnuda: "Llevaba una especie de medio sujetador sin nada que mostrar y eso es lo que pensé que querían". Playboy amenazó con una demanda por el presunto incumplimiento de contrato, pero finalmente renunció al caso. Las fotos finalmente se vendieron a la revista Escapade y se publicaron en su número de antología Escapade's Choicest # 3 (1959). Brosmer nunca hizo modelos de desnudos o semidesnudos a lo largo de su larga carrera: como explicó más adelante, "No pensé que fuera inmoral, pero simplemente no quería causar problemas a los demás. Pensé que avergonzaría a mi futuro esposo y mi familia".
Ese futuro esposo resultaría ser el entusiasta del culturismo y el editor de la revista Joe Weider, quien primero se dio cuenta de Brosmer a través de su contacto con Keith Bernard para modelos de fitness. Las primeras fotos de Brosmer para una revista Weider aparecieron como un diseño de cuatro páginas en Figura y belleza en diciembre de 1956. Después de eso, Weider buscó regularmente su trabajo entre las presentaciones de Bernard. Era conocida por ser su modelo favorito y él la solicitó cada vez con más frecuencia después de su primera reunión cara a cara en 1959.
Los dos se hicieron cercanos debido a sus intereses profesionales y personales mutuos en el estado físico y la psicología, y se casaron el 24 de abril de 1961.  El matrimonio fue el segundo de Joe Weider, y tuvo una hija de su esposa anterior; él y Brosmer no tuvieron hijos juntos. Su matrimonio duraría más de cincuenta años, hasta la muerte de Joe Weider en 2013 a la edad de 93 años.

## Carrera de fitness
Después del matrimonio, Brosmer dejó de hacerse pasar por una pin-up, pero continuó siendo fotografiada con frecuencia. Durante muchos años fue vista de forma rutinaria en publicaciones de Weider que ayudaban a publicitar una amplia gama de productos de fitness. Permaneció como una presencia muy visible entre las diversas revistas, y también fue incluida continuamente en su trabajo de fotografía editorial. A lo largo de las décadas de 1960 y 1970, apareció en muchos diseños pictóricos, y también a menudo en las portadas de títulos de Weider como Jem, Vigor y Muscle Builder. Sus apariciones posteriores en la portada a veces se combinaban con otros culturistas prominentes de la época como Frank Zane, Mike Mentzer y Robby Robinson; su última foto de portada fue en Muscle and Fitness en mayo de 1988, con Larry Scott.
Bajo su nombre matrimonial Betty Weider, trabajó como escritora colaboradora habitual de Muscle and Fitness durante más de tres décadas. A medida que su estilo de escritura se desarrolló, se centró en sus propias columnas mensuales de M&F, "Body by Betty" y "Health by Betty". También trabajó como editora asociada para la revista Weider de orientación femenina, Shape.
Con su esposo, fue autora de dos guías de ejercicios de larga duración, The Weider Book of Bodybuilding for Women (1981) y The Weider Body Book (1984). Con Joyce Vedral, diseñó un régimen de ejercicios para todas las edades para mujeres, publicado en 1993 como Better and Better.

## En la cultura popular
En The Dirty Dozen (1967), se pueden ver pin-ups de Brosmer en las paredes de los barracones de MP. También se ven carteles de ella colgados en las paredes del gimnasio en el documental Pumping Iron (1977), y ella aparece como miembro de la audiencia en una competencia de culturismo en Pumping Iron II: The Women (1985). Brosmer es retratada por la actriz Julianne Hough en la película biográfica de la familia Weider Bigger (2018).

## Obras
- Weider, Betty; Weider, Joe (1981). The Weider Book of Bodybuilding for Women. Chicago: Contemporary Books. ISBN 0809259060.
- Weider, Betty; Weider, Joe (1984). The Weider Body Book. Chicago: Contemporary Books. ISBN 978-0809254293.
- Weider, Betty; Vedral, Joyce L. (1993). Better and Better: Six Weeks to a Great Shape at Any Age. New York: Dell. ISBN 0440503132.